# USS Cowpens (CG-63)
USS Cowpens (CG-63) sedamnaesta je raketna krstarica klase Ticonderoga u službi američke ratne mornarice.

## Vanjske poveznice
- cowpens.navy.mil[neaktivna poveznica]